# The Real Booty Babes
The Real Booty Babes es un proyecto de danza Handsup formados en el año 2004. Por los productores de música Jens Kindervater y Jens Ophälders (Jens O.)

## Historia
El nombre del proyecto se refiere a los bootlegs o Remix, por lo que muchas canciones principalmente actuales conocidas están Remixadas por estos productores. El dúo se produce en los primeros años del Dance y el Handsup. Su reconocimiento se produjo gracias a a su tercer single Since U Been Gone, una versión de la misma canción de Kelly Clarkson. Después de varios singles comerciales fallidos lograron sólo en 2008 Colocarse como los mejores productores en ese estilo, esta vez con un remix de Timbaland Apologize el Cual fue un gran Hit. Ese mismo año se produjo otro éxito haciendo un cover del éxito número uno de Katy Perry, I Kissed a Girl. Después de unos cuantos singles y remixes, todos los cuales fueron un gran éxito comercial, en el comienzo de 2010.
El nombre The Real Booty Babes lo utiliza desde 2012. Jens O. especialmente para las sesiones de DJ. También singles y remixes que han sido lanzados, pero ahora en el estilo House. También las dos mejores de compilaciones son liberadas en 2013. La etiqueta del proyecto es YAWA Recordings.

## Discografía
- Connected (2006)
- Apologized (2013)
- The Best of The Real Booty Babes (2013)

### Sencillos
- Ready to Go (2004)
- Airport (2005)
- Since U Been Gone (2005)
- It's a Fine Day / Meet Her at the Loveparade (2006)
- 4Ever (2007)
- Played-a-Live / Derb 08 (2008)
- I Kissed a Girl / Do Not Laugh (2008)
- RPoker Face / My Funky Tune (2009)
- 3 / Booty Clap (2009)
- Like a Lady / Rock (2010)
- Street Player (2012)
- Love Is Free (2013)

### Colaboraciones
- Where Are You? 2007 (Paffendorf vs. The Real Booty Babes, 2007)
- Smile (Paffendorf vs. The Real Booty Babes, 2007)
- On & On 2008 (Paffendorf vs. The Real Booty Babes, 2008)
- Apologize  (De-Grees vs. The Real Booty Babes, 2008)

## ReMixes
- Where Are You? 2007 (Paffendorf vs. The Real Booty Babes Remix) (2005)
- Phobos & Deimos - The Key, the Secret (The Real Booty Babes Remix) (2005)
- Diego - Soccer Rocker (The Real Booty Babes Remix) (2005)
- Pulsedriver - Vagabonds (The Real Booty Babes Remix) (2005)
- 2 Vibez - Just 4 You (The Real Booty Babes Remix) (2005)
- Lacuna - Celebrate the Summer (The Real Booty Babes Rmx) (2005)
- C-Bool - Would U Feel (The Real Booty Babes Remix) (2006)
- Tom Mountain - Little Respect (The Real Booty Babes Remix) (2006)
- Club Scene Investigators - Direct Dizko (The Real Booty Babes Remix) (2006)
- Sidney - Nobody Move (The Real Booty Babes Remix) (2006)
- Antares vs. Bigroom Society - Ride on a Meteorite (The Real Booty Babes Remix) (2006)
- Alex Megane - Little Lies (The Real Booty Babes Remix) (2006)
- Cascada - Neverending Dream (The Real Booty Babes Remix) (2006)
- Paffendorf - Lalala Girl (The Real Booty Babes Remix) (2006)
- 2-4 Grooves - Like the Way I Do (The Real Booty Babes Rmx) (2006)
- Klubbingman - Ride on a White Train (The Real Booty Babes Remix) (2006)
- Lazard - Your Heart Keeps Burning (The Real Booty Babes Rmx) (2007)
- Kindervater feat. Nadja - Forever (The Real Booty Babes Remix) (2007)
- Chemistry - We Are One 2008 (The Real Booty Babes Remix) (2008)
- Hampenberg - Acid Disco Plastic Electro (The Real Booty Babes Remix) (2008)
- Stunt - I'll Be There (The Real Booty Babes Remix) (2009)
- Inna - Hot (The Real Booty Babes Remix) (2010)
- Lolita Jolie - Non Non Non (The Real Booty Babes Classic Remix) (2012)
- Picco & DJ Falk pres. DJs on Air - Higher (The Real Booty Babes Remix) (2013)